# لوکادیوو
لوکادیوو (به لاتین: Leokadiów) یک روستا در لهستان است که در گمینا پوواوه واقع شده‌است.